# مهدی‌آباد (سیستان)
مهدی‌آباد (سیستان) روستایی در دهستان سیستان بخش سیستان شهرستان کوهپایه استان اصفهان ایران است.

## جمعیت
بر پایه سرشماری عمومی نفوس و مسکن در سال ۱۳۹۵ جمعیت این روستا ۲۹ نفر (۸خانوار) بوده‌است.